# Abercrombie Wildlife Management Area

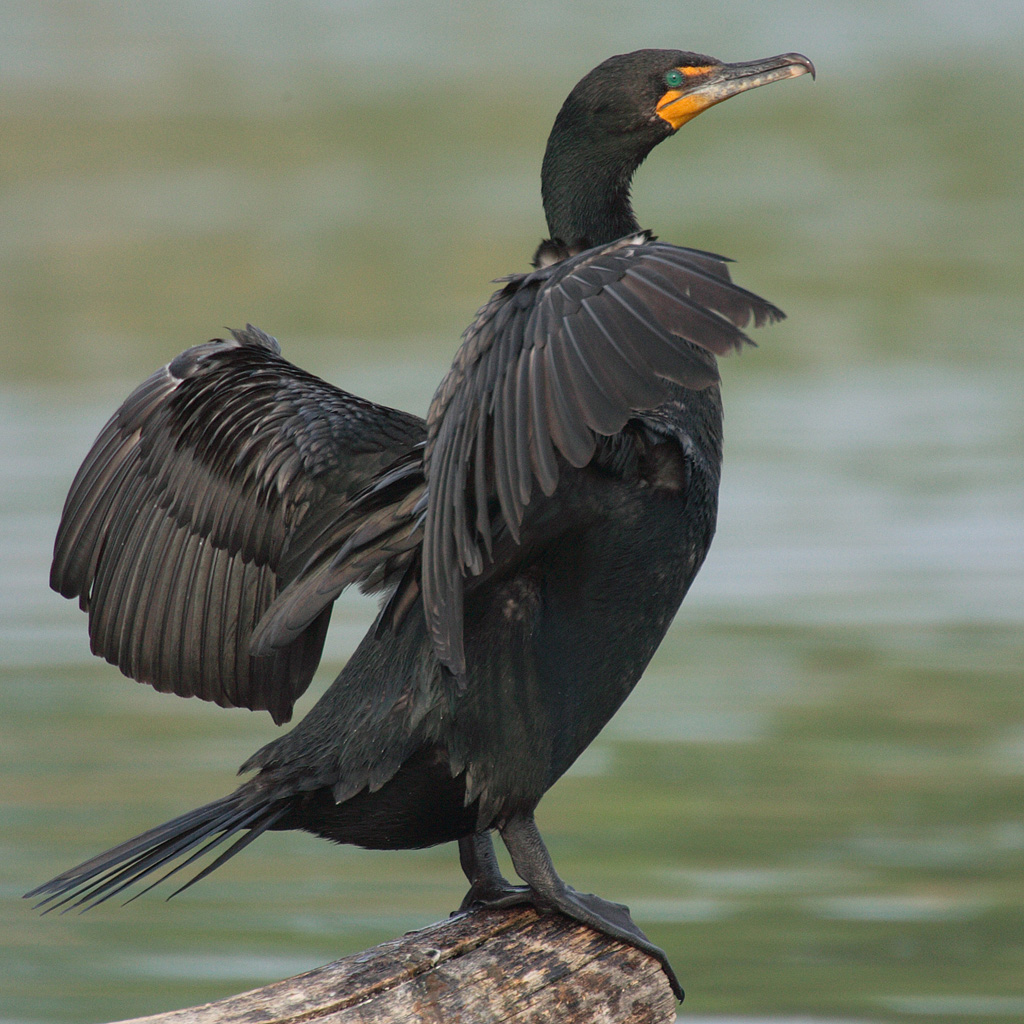
Kormoran rogaty

Abercrombie Wildlife Management Area – prowincjonalny obszar ochrony przyrody (provincial wildlife management area) w kanadyjskiej Nowej Szkocji, w hrabstwie Pictou, w granicach miejscowości Abercrombie, utworzony 15 listopada 1977, o powierzchni 139,8 ha w okolicach przylądka Abercrombie Point i zakładu papierniczo-celulozowego, m.in. dla ochrony kolonii kormoranów rogatych. Większość obszaru chronionego (na którym zabronione są polowania i traperstwo) stanowią grunty prywatne, 93 ha to tereny w przeważającej mierze leśne (z niewielkim udziałem wód i mokradeł), 1,8 ha to tereny obszaru palowania (użytkowanego przez kormorany) w zatoce Pictou Harbour pomiędzy przylądkiem a groblą komunikacyjną do miasta Pictou (droga dalekobieżna Highway 106), reszta to obszary przekształcone antropogenicznie.